# Martin Tancred
Martin Rudolf Valentin Tancred, född 27 november 1897 i Stockholm, död 25 februari 1976 i Johanneshov, var en svensk boxare (mellanvikt).

## Filmmedverkan
- 1923 – Gamla gatans karneval - boxare
- 1926 – En sommarfilm utan namn - Martin Tancred, boxare

## Teater

### Roller
| År   | Roll       | Produktion                                                        | Regi       | Teater                  |
| ---- | ---------- | ----------------------------------------------------------------- | ---------- | ----------------------- |
| 1932 | John Duffy | Boxare James Gleason och Richard Taber                            | Oscar Lund | Folkteatern             |
| 1937 | John Duffy | Ringdans, eller Kärlek i tungvikt James Gleason och Richard Taber |            | Odeonteatern, Stockholm |